# Bryska
Bryska (in precedenza Bryella e Gabees), pseudonimo di Gabriela Nowak-Skyrpan (Varsavia, 4 gennaio 2001), è una cantante polacca.

## Biografia
Si è laureata in performance musicale presso l'Institute of Contemporary Music Performance di Londra. Dopo aver firmato un contratto con la Magic, etichetta facente parte del ramo Universal, è salita alla ribalta con l'EP di debutto Jestem Bryska, certificato oro dalla Związek Producentów Audio-Video grazie al successo del singolo doppio platino Lato (Pocałuj mnie) (oltre 100 000 unità vendute).
Il primo album in studio Moja ciemność è uscito nell'aprile 2022, il disco, certificato platino dalla ZPAV per le 30 000 unità equivalenti, è arrivato al 6º posto della OLiS e ha prodotto l'estratto Kraksa, certificato oro. La cantante si è conteso il Fryderyk alla rivelazione nello stesso mese; tuttavia, il premio è stato vinto da Kaśka Sochacka.
Nel novembre 2023 è stato messo in commercio il secondo disco di inediti, Jestem Bryska, classificatosi 20º.

## Discografia

### Album in studio
- 2022 – Moja ciemność
- 2023 – Biorę wdech (Hikikomori)

### EP
- 2021 – Jestem Bryska

### Singoli
- 2020 – Expectations (come Bryella)
- 2020 – Burn This Love (come Bryella)
- 2021 – Naiwna
- 2021 – Ciało (con Mavooi)
- 2021 – Drama
- 2021 – Mam kogoś lepszego
- 2021 – Uff
- 2021 – Nagłos
- 2021 – Panika
- 2021 – Jagodowe oczy
- 2021 – Jestem Bryska
- 2021 – Lato (Pocałuj mnie)
- 2021 – Odbicie
- 2021 – Narkotyk
- 2021 – BFF
- 2021 – It's Beginning to Look a Lot like Christmas
- 2022 – Antarktyda
- 2022 – Na legalu
- 2022 – Bajek deszcz
- 2022 – Burn This Love (con Hauz)
- 2022 – Ciemność
- 2022 – You Were In Love
- 2022 – Nie ratuj mne
- 2022 – #Fejm
- 2022 – Sennik (solo o con Mavooi)
- 2022 – Look at Us
- 2022 – Lasagne
- 2022 – Emergency (con Hauz e Nico & Vinz)
- 2022 – Nie tęsknię za nikim
- 2022 – Kraksa
- 2022 – Mary Jane
- 2023 – Kupidyn
- 2023 – To był fajny rok
- 2023 – Stalker
- 2023 – California Boy (Jjjerk)
- 2023 – Miss Americana (con Mark Neve)
- 2023 – Carrie
- 2023 – Miasto tętni
- 2023 – Echo
- 2023 – Hikikomori
- 2023 – Matrix
- 2024 – Obca
- 2024 – Jealous
- 2024 – Głos
- 2024 – Feel the Love (con Drenchill)
- 2025 – Łza na rzęsie (Mi się trzęsie) (con Maryla Rodowicz)

## Tournée
- 2023 – LoveStory Tour
- 2024 – Hanami Tour